# Дієнофіли
Діє́нофі́ли (рос. диенофилы, англ. dienophiles) — компоненти в дієновому синтезі, що приєднуються до дієнів. Це сполуки з активованими С≡С, С=С й навіть ароматичними зв'язками, наприклад: малеїновий ангідрид, α,β-ненасичені кетони, вінілові етери, хінони, фульвени, тіопірани та інші.
Гетеродієнофіл (англ. heterodienophile) — дієнофіл, до складу якого замість C входять гетероатоми: R–C≡N, R–N=O, R–N=SO.